# Flatonia
Flatonia város az USA Texas államában, Fayette megyében. Lakosainak száma 1308 fő (2020. április 1.).

## Népesség
A település népességének változása:

| 2010 | 1 383 |
| 2020 | 1 308 |